# Saint-Hilaire-sur-Helpe
Saint-Hilaire-sur-Helpe település Franciaországban, Nord megyében. Lakosainak száma 767 fő (2022. január 1.). Saint-Hilaire-sur-Helpe Saint-Aubin, Avesnes-sur-Helpe, Bas-Lieu, Cartignies, Dompierre-sur-Helpe, Haut-Lieu, Petit-Fayt és Saint-Remy-Chaussée községekkel határos.

## Népesség
A település népessége az elmúlt években az alábbi módon változott:
| Lakosok száma | 781  | 795  | 841  | 823  | 825  | 827  | 832  | 800  | 767  |
|               | 2013 | 2015 | 2016 | 2017 | 2018 | 2019 | 2020 | 2021 | 2022 |